# Abdulla Al Dakeel
Abdulla Al Dakeel (Al Muharraq, 3 luglio 1985) è un ex calciatore bahreinita, di ruolo attaccante.

## Carriera

### Club
Ha giocato nel campionato bahreinita e emiratino.

### Nazionale
Con la maglia della nazionale ha collezionato 33 presenze.